# Les Délices de Tokyo (roman)
Pour l’article homonyme, voir Les Délices de Tokyo.
Les Délices de Tokyo (あん, An) est un roman de l'écrivain japonais Durian Sukegawa. Il a été publié pour la première fois en 2013 et réédité en 2015 par Poplar Publishing Co, Ltd, au Japon. Le livre a été traduit en français par Myriam Dartois-Ako et publié par les éditions Albin Michel en 2016. 
Il s'agit du premier roman de l'auteur traduit en français. Il a fait l'objet d'une adaptation au cinéma,, par la réalisatrice Naomi Kawase en 2015.

## Personnages
- Sentarô Tsujii : gérant de Doraharu, échoppe de dorayaki, sa vie est monotone et rythmée par la gestion de la boutique pour le compte de l'épouse du propriétaire, décédé subitement. Embauché par ce dernier à sa sortie de prison, il n'a pas encore fini de rembourser ses dettes à la propriétaire.
- Tokue Yoshii : vieille dame âgée de 75 ans aux mains déformées et au visage partiellement paralysé. Atteinte de la lèpre à 13 ans, elle a été envoyée loin de sa famille dans un sanatorium, où elle a vécu recluse une grande partie de sa vie.
- Wakana : collégienne discrète, elle vit seule avec sa mère, qui travaille de nuit et n'a pas beaucoup de ressources. Elle vient rendre visite à Tokue pour s'échapper de son quotidien difficile et se confier.

## Résumé
Sentarô est le gérant d'une petite boutique de dorayaki, pâtisseries japonaises à base de an, la pâte de haricots rouges. Sa vie se retrouve bousculée lorsqu'il embauche Tokue, une vieille dame aux mains curieusement déformées qui va lui apprendre à préparer avec beaucoup de soin la pâte de haricots rouges. Peu à peu, les clients affluent en nombre, la boutique ne désemplit plus. Des collégiennes viennent passer une partie de leur temps libre dans l'échoppe de Sentarô et notamment Wakana, discrète jeune fille qui se lie avec Tokue. Mais le physique de la vieille dame a alerté certains clients et son passé de lépreuse refait surface.
La propriétaire de la boutique fait alors son apparition pour forcer Sentarô à renvoyer Tokue. Il tente de la persuader que cela n'est pas nécessaire, mais ayant encore des dettes, Sentarô n'a d'autre choix que de s'exécuter. Tokue quitte la boutique mais les clients sont partis.
Quant à Wakana, malheureuse elle finit par fuguer avec son canari et tente de le confier à Sentarô mais celui-ci ne peut s'en occuper. Ils partent donc tous les deux rendre visite à Tokue, qui avait promis à la jeune fille de le lui garder si elle ne trouvait pas d'autre solution. Ils arrivent donc au sanatorium où vit toujours Tokue. Elle leur présente une de ses amies, fine pâtissière et leur dévoile alors son histoire, son parcours jusqu'au sanatorium et jusqu'à sa rencontre avec Sentarô.

## Éditions
- 2016 : Éditions Albin Michel  (ISBN 9782226322883).
- 2017 : Le Livre de poche  (ISBN 9782253070870).

## Récompenses
- 2017 : Prix des lecteurs du Livre de poche dans la catégorie Littérature[7],[8],[9].
- 2023 : Prix Caméléon.